# Căile Ferate Române

Logo der Căile Ferate Române

Logo der Personenverkehrssparte CFR Călători

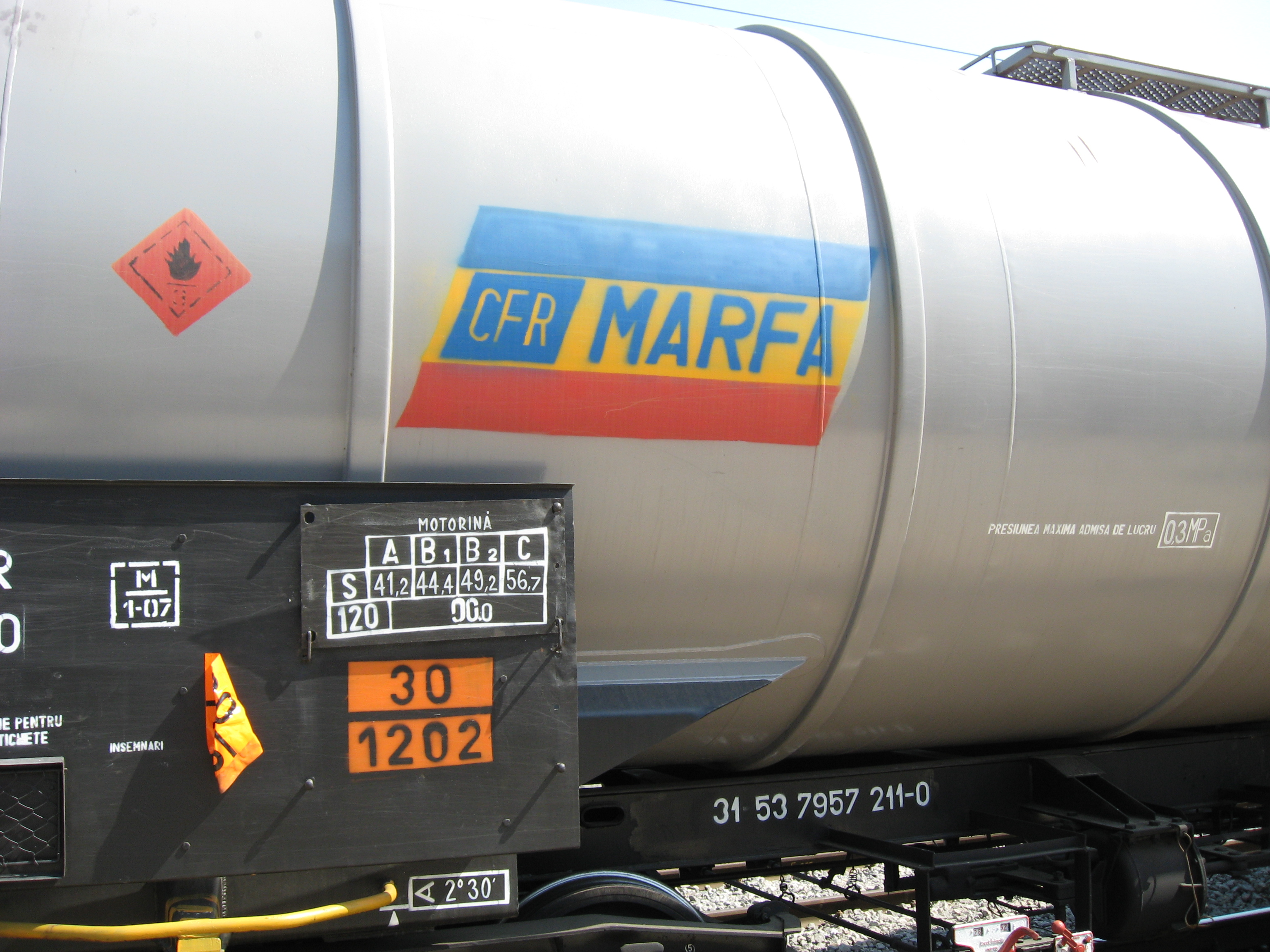
Logo der Güterverkehrssparte CFR Marfa

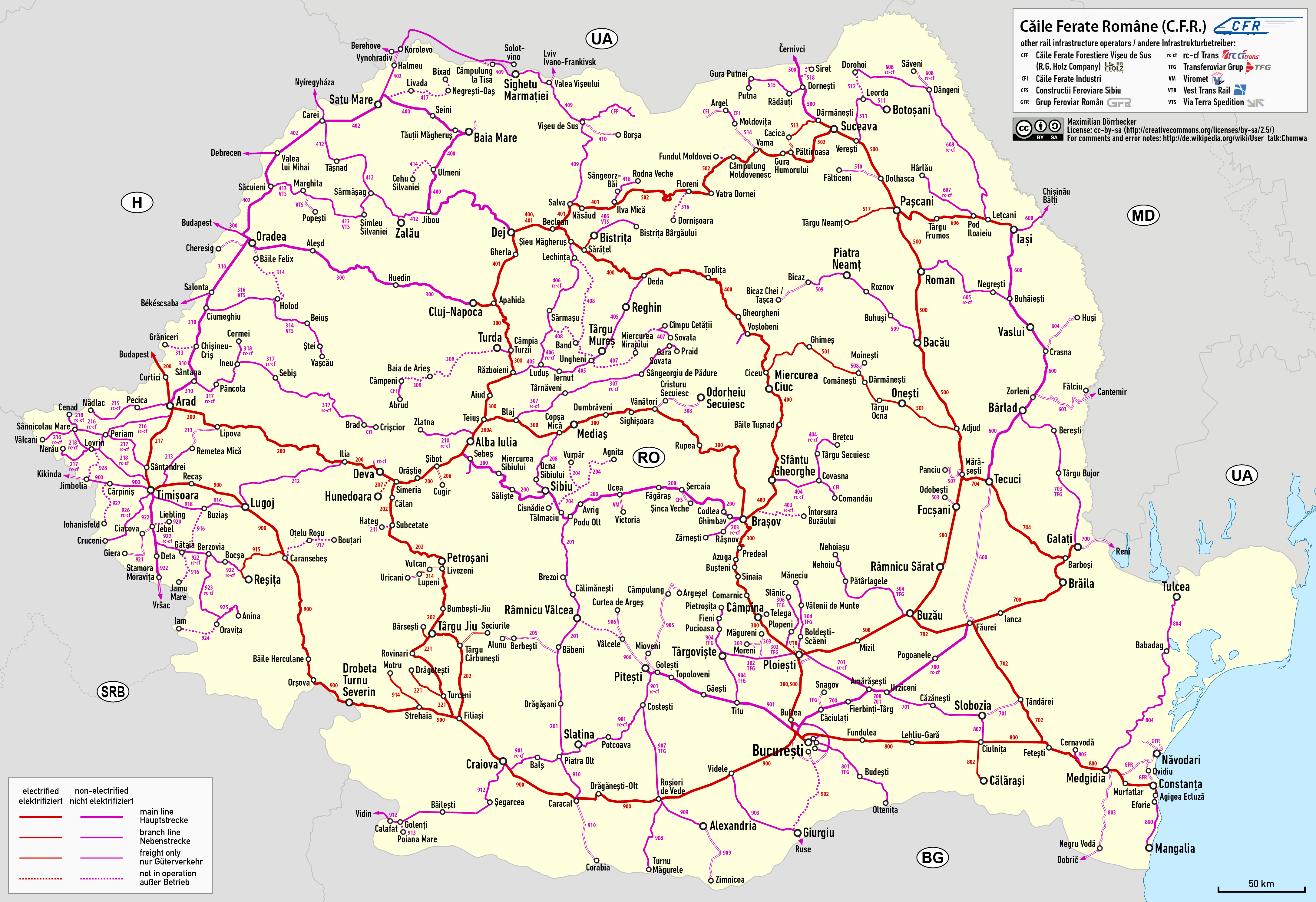
Das rumänische Eisenbahnnetz

Infrastruktur des rumänischen Eisenbahnnetzes

Die Căile Ferate Române, abgekürzt CFR, war die Staatsbahn Rumäniens. Mit der Verordnung vom 7. Juli 1998 wurde eine Reorganisation des öffentlichen Unternehmens angekündigt, wonach am 1. Oktober 1998 insgesamt sieben Unternehmen hervorgegangen waren.

## Geschichte

### Die Anfänge

Anschriften an einer Lok der CFR

In den Morgenstunden am stark frequentierten Bukarester Bahnhofsplatz (Gara de Nord)

Die älteste Bahnstrecke des heutigen rumänischen Eisenbahnnetzes wurde zu Zeiten des Kaisertums Österreich im Banat gebaut, das damals unmittelbar dem Wiener Ministerium unterstelltes Kronland war. Die Eröffnung fand am 15. November 1857 statt. Diese Strecke verband die Städte Temeswar, Hatzfeld, Kikinda und Szeged auf einer Länge von 112 km. Dadurch verkürzte sich die Reisezeit von Temeswar nach Wien auf 36 Stunden. Bereits 1856 wurde die Banater Montanbahn eröffnet, die Steinkohle von Anina (Steierdorf) nach Basiasch beförderte. Die erste Bahnstrecke auf dem Staatsgebiet des alten Königreiches Rumänien wurde ab 1864 von einem Unternehmen unter der Führung des Engländers John Trevor-Barkley gebaut. Am 26. August 1869 wurde sie eröffnet und verband die Hauptstadt Bukarest mit der südlichen Grenzstadt Giurgiu an der Donau. Im Jahr 1866 vergab das Parlament eine weitere Konzession an ein privates Konsortium unter der Führung des Deutschen Bethel Henry Strousberg, der gute Kontakte zum Hohenzollern-Fürst Karl I. hatte. Dieses begann mit dem Bau zweier Strecken, die von Bukarest zum einen über Pitești in den Südwesten des Landes und zum anderen in den Osten und Nordosten bis Buzău, Brăila, an den Donauhafen Galați und weiter bis Roman im Nordosten führten. Im Jahre 1868 wurde zu diesem Zweck in Bukarest der große Nordbahnhof errichtet. Der erste Teil dieser Strecke, von Pitești bis Roman, ging am 13. September 1872 in Betrieb. Der Bau des westlichen Teils bis nach Vârciorova an der Grenze zu Österreich-Ungarn verzögerte sich durch den Gründerkrach einige Jahre. Er wurde am 9. Mai 1878 in Betrieb genommen. Durch diesen Anschluss an das ungarische Schienennetz konnte am 5. Juni 1883 der erste Orient-Express von Paris über Wien, Budapest und Bukarest bis nach Giurgiu geführt werden.
In derselben Zeit wurde im Nordosten des heutigen Staatsgebietes eine weitere Bahnstrecke gebaut. Im Jahr 1867 erhielt die österreichische Lemberg-Czernowitzer Eisenbahn um das Konsortium von Victor Ofenheim eine Konzession, um die seit 1864 in Galizien bestehende Bahnstrecke Tscherniwzi–Suceava in der damals österreichischen Bukowina zu verlängern. 1868 erhielt diese Gesellschaft vom rumänischen Parlament die Erlaubnis, die Strecke bis nach Jassy in der Moldau weiterzubauen. Diese Gesellschaft nannte sich nun K. k. priv. Lemberg-Czernowitz-Jassy-Eisenbahngesellschaft und war in eine österreichische und eine rumänische Linie unterteilt. 1871 wurde die volle Strecke bis Jassy eröffnet. Durch Börsenspekulation und Misswirtschaft kam es zu Baumängeln, die später zu mehreren schweren Zugunglücken führten, so dass der österreichische Teil am 7. Oktober 1872 unter staatliche Zwangsverwaltung gestellt wurde.
Der 1873 von der Wiener Börse ausgehende Gründerkrach brachte zeitweise die gesamte private Eisenbahnwirtschaft in Südosteuropa in ärgste finanzielle Schwierigkeiten. Erst im Jahr 1879 konnten die beiden Anschlussstücke zum ungarischen Schienennetz in Betrieb genommen werden, im Südwesten zur privaten österreichischen Staats-Eisenbahn-Gesellschaft bei Orșova und Richtung Siebenbürgen über den Predeal-Pass zur Ungarischen Ostbahn. Durch einen Parlamentsbeschluss wurde 1880 die ursprünglich Strousberg’sche Privatbahn von Vârciorova nach Roman verstaatlicht und zu diesem Zweck die Căile Ferate Române (CFR) gegründet. Nach weiteren Skandalen und Unglücken am rumänischen Teil der Lemberg-Czernowitz-Jassy-Eisenbahn wurde auch diese im Jahr 1888 verstaatlicht und der CFR unterstellt. Nach Territorialgewinnen Rumäniens in der Dobrudscha (→ Berliner Vertrag 1878) waren im Jahr 1889 Eisenbahnlinien in einer Gesamtlänge von 1377 km im gesamten Königreich Rumänien unter staatlicher CFR-Verwaltung.

### CFR in Großrumänien

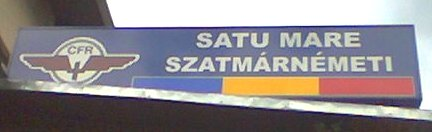
Stationsbezeichnung in Rumänisch und Ungarisch (2005)

Nach dem Zusammenbruch Österreich-Ungarns 1918 und den beträchtlichen Gebietsgewinnen Rumäniens in den Pariser Vorortverträgen 1919 (Teile des Banats, Siebenbürgen, die Bukowina, Bessarabien usw.) erweiterte sich auch das Eisenbahnnetz erheblich, das war zur Zeit Großrumäniens. In der Zwischenkriegszeit setzte eine erste Modernisierungsperiode ein; zum Beispiel wurden erste Diesellokomotiven eingesetzt. Außerdem musste in Bessarabien die Spurweite von der Breitspur (typisch für Russland, zu dem es vor 1918 gehört hatte) auf die in Rumänien übliche Normalspur umgestellt werden.

### Sozialistische Zeit
Nach dem Zweiten Weltkrieg wurde Rumänien auf Betreiben der Sowjetunion eine Volksrepublik. In den 1950er und 1960er Jahren begann man mit der Elektrifizierung der Hauptstrecken, als erstes zwischen Bukarest und Brașov. In den 1970er Jahren wurden die meisten Dampflokomotiven ausgemustert. Außerdem betrieb die Staatsbahn anfangs auch die 1979 eröffnete Metro Bukarest. Nach dem Sturz des Ceaușescu-Regimes Ende 1989 wurde die Aktiengesellschaft Metrorex zu deren Betrieb gegründet.

### Nach der Öffnung des Eisernen Vorhangs

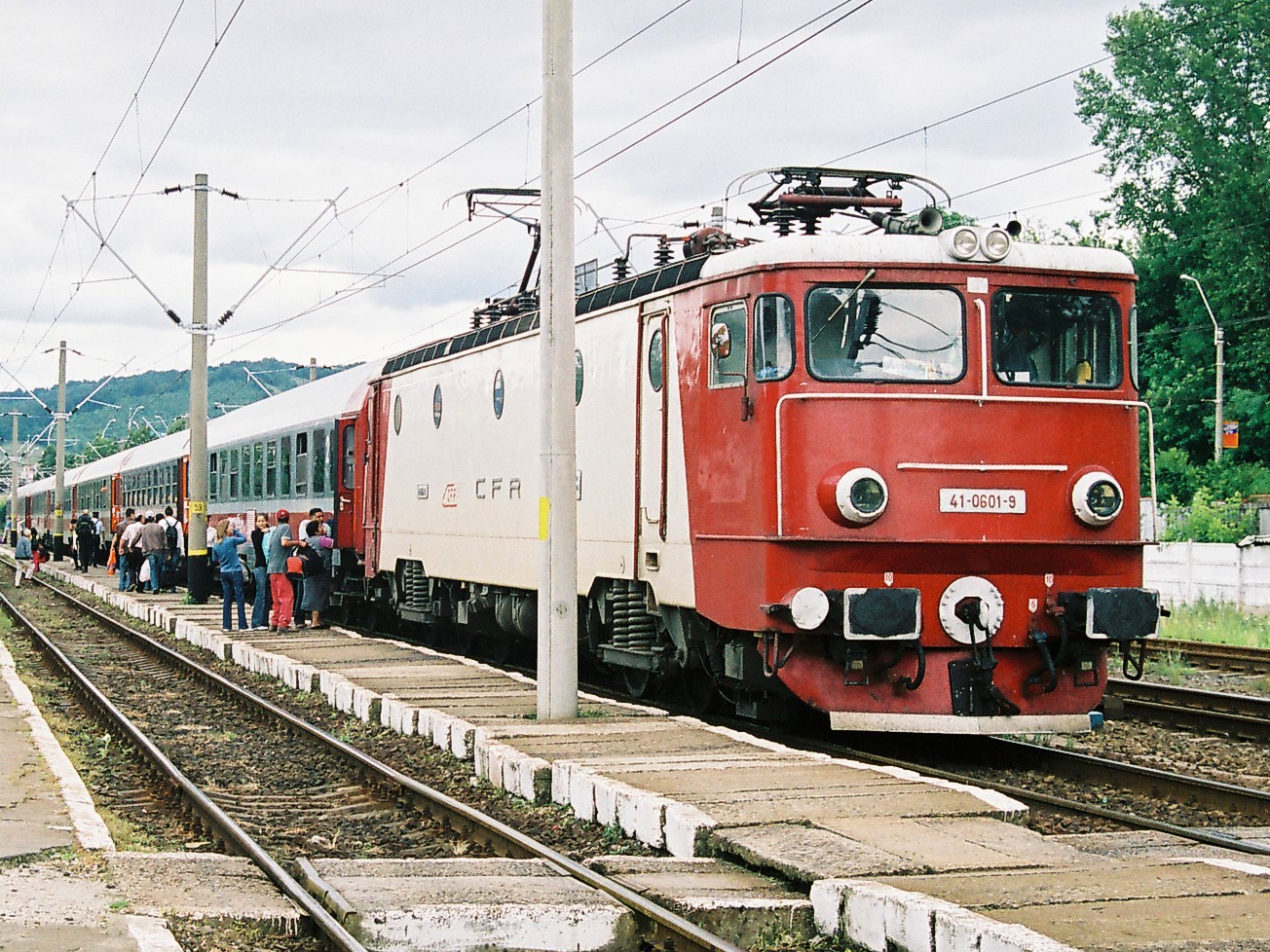
Intercity-Zug im Bahnhof Mediaș (2006)

In den Jahren 1989 und 1990 öffnete sich der Eiserne Vorhang zwischen dem Ostblock und den westlichen Ländern Europas; der Ostblock zerfiel. Die CFR durchlebten, den allgemeinen Transformationsschwierigkeiten Rumäniens entsprechend, eine schwierige Zeit, die auch mit einem Imageverlust verbunden war. Nachdem grobe Einschnitte in die Verwaltungsstrukturen durchgeführt wurden, konnten die CFR langsam die ökonomische Tiefphase der 1990er Jahre überwinden. 
Rumänien wurde zum 1. Januar 2007 Mitglied der EU. Diese fördert mit großen Geldbeträgen Paneuropäische Verkehrskorridore. Für Rumänien sind die Korridore IV, VII und IX bedeutend.

## CFR heute

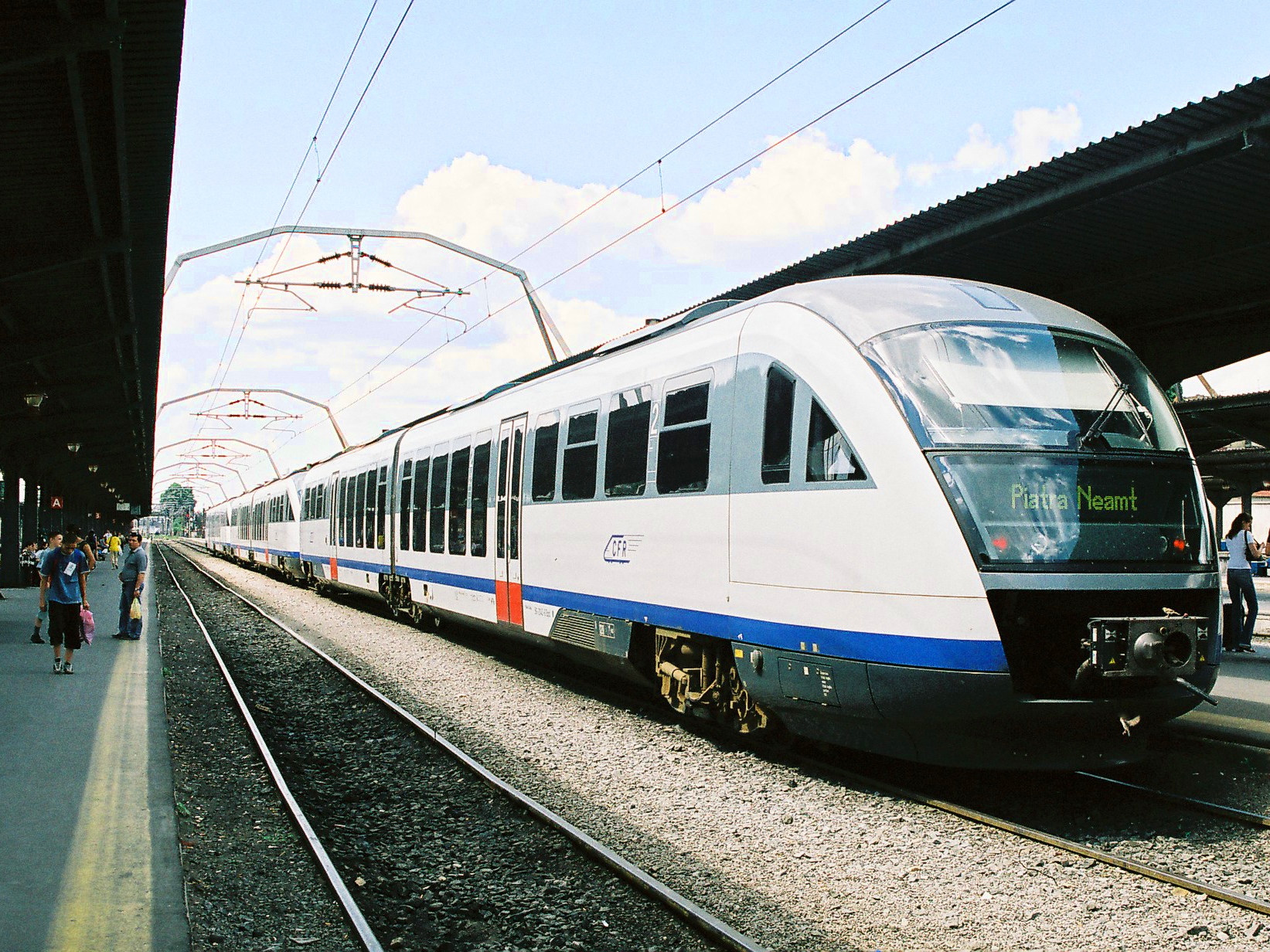
Ein „Săgeata Albastră“ der CFR-Baureihe 96 im Bahnhof București Nord (2006)

Mit der Auflösung der Unternehmens Ende 1998, entstanden (Stand Oktober 2022):
- Compania Națională de Căi Ferate CFR SA
- Societatea Națională de Transport Feroviar de Călători CFR Călători SA
- Societatea Națională de Transport Feroviar de Marfă CFR Marfă
- Societatea Națională de Administrare a Activelor Feroviare „SAAF“ SA
- Societatea Feroviară de Turism „SFT – CFR“ SA (acum în faliment; deutsch jetzt in Konkurs)
- Societatea de Management Feroviar „SMF“ (desființată; aufgelöst)
- Autoritatea Feroviară Română (AFER)

Der Großteil des Verkehrs auf den elektrifizierten Strecken wird durch die Elektrolokomotiven der Baureihe 060 EA bewältigt. Die ersten zehn Maschinen wurden von ASEA in Schweden gebaut. Dieser Typ wurde dann von Electroputere in Craiova in großer Zahl mit Lizenz nachgebaut und auch nach Jugoslawien und Bulgarien geliefert. Bei zweigleisigen Strecken besteht Rechtsbetrieb. Auf elektrifizierten Strecken wird mit Wechselstrom 25 kV, 50 Hz gefahren. 2003 beschaffte die CFR Siemens-Desiro-Züge (CFR-Baureihe 96). Sie werden „Săgeata Albastră“ („Blauer Pfeil“) genannt und bevorzugt auf langen Strecken eingesetzt, obwohl sie eigentlich für den Nahverkehr vorgesehen sind.

## Zuggattungen
Die CFR betreiben drei Zuggattungen: Regio (R), InterRegio (IR) und InterCity (IC), zudem die über Nacht verkehrenden InterRegio Noapte (IRN). Die früher existierenden Gattungen Personal (Personenzug), Accelerat (Eilzug) und Rapid (Schnellzug) wurden 2011 abgeschafft. Die Fahrpreise sind je nach Zuggattung sehr unterschiedlich – die Fahrt im Regio kostet die Hälfte einer Fahrt im InterRegio.

## Streckennetz
Die Gesamtlänge des Streckennetzes beträgt 20.730 km; davon sind 3.292 km elektrifiziert und 2.707 km zweispurig. Allerdings ist man im Gegensatz zu Ländern in Westeuropa langsamer mit der Bahn als mit dem Auto. Ein Grund dafür ist, dass es seit 1989 kaum Gelder für die Instandhaltung des Netzes gibt. Die Höchstgeschwindigkeit beträgt auf den wichtigsten Magistralen nur 100 km/h; früher waren häufig rund 120 km/h möglich. Momentan wird die Strecke Bukarest–Constanța auf 160 km/h ausgebaut. Seit dem Beitritt zur EU werden durch Fördermittel Langsamfahrstrecken beseitigt, doch die Fördermittel werden bei weitem nicht ausgeschöpft.
Nach dem Überfall Russlands auf die Ukraine am 24. Februar 2022 haben die CFR, einerseits um Flüchtlingen den Weg nach Rumänien zu erleichtern, andererseits Hilfsgüter einfacher in die Ukraine transportieren zu können, die normalspurige, grenzüberschreitende Bahnstrecke Crasna–Fălciu (Rumänien)–Prut (Republik Moldau) wieder für den Verkehr ertüchtigt und Mitte März 2022 in Betrieb genommen.

## Bahnhöfe
Wichtige Eisenbahnknoten mit großen Personenbahnhöfen sind, außer Bukarest, Ploiești (Bahnhöfe Ploiești Vest und Ploiești Sud), Arad, Constanța, Cluj Napoca, Brașov, Craiova und Timișoara. Zwischen 2014 und 2020 wurden mit Unterstützung der Europäischen Union einige Bahnhöfe behindertengerecht ausgebaut.
Vom Bahnhof București Nord gibt es unter anderem tägliche internationale Direktverbindungen nach Belgrad, Budapest, Chișinău, Istanbul, Kiew, Prag, Bratislava, Sofia, Warschau und Wien.
Im Güterverkehr sind die wichtigsten Rangierbahnhöfe folgende (alle in die höchste Kategorie „Triaje de rețea“ eingestuft): Dej Triaj, Caransebeș Triaj, Simeria Triaj, Brașov Triaj, Adjud, Ploiești Triaj und București Triaj in Bukarest; weitere sind hier aufgeführt.

## Triebfahrzeuge

### Dampflokomotiven
Der Dampflokomotivpark der CFR war äußerst vielgestaltig. In der Anfangszeit dominierten die von den verstaatlichten Privatbahnen übernommenen Lokomotiven. Hinzu kamen zahlreiche um 1880 erworbene gebrauchte Maschinen verschiedenster Typen der Achsfolgen 1B und C, die die russische Regierung zuvor für den Einsatz im Russisch-Türkischen Krieg von 1878 in ganz Europa zusammengekauft hatte. Nach 1890 beschaffte die CFR größere Serien einheitlicher Lokomotiven der Achsfolgen 1B1, C, 1C und 1D, die anfänglich noch von ausländischen Lokomotivkonstruktionen (StEG II, preuß. G 3) abgeleitet waren, später aber von deutschen, österreichischen und italienischen Lokomotivfabriken speziell für Rumänien entworfen und gebaut wurden. Bemerkenswerte Lokomotivtypen dieser Epoche waren die Vierzylinder-Verbundmaschinen der Reihe 8000 von Breda und die Maffei-Pacifics der Reihe 2200, die 50 Jahre im Schnellzugdienst standen.
Mit der Entstehung Großrumäniens nach dem Ersten Weltkrieg kamen zahlreiche ehemalige MÁV- und kkStB-Lokomotiven in den Bestand der CFR, die die Baureihenvielfalt noch weiter erhöhten. Obwohl die Rumänische Staatsbahn 1920 ein neues Lokomotiv-Bezeichnungssystem französischen Stils einführte – es werden die Achsen gezählt – wurden sowohl die rumänischen Altbauarten als auch die übernommenen Maschinen nicht umgenummert. Neben weitergebauten Lokomotiven des 1C- und 2C1-Typs und einigen US-amerikanischen Kriegslokomotiven wurden nun in großem Stil Nachbauten bewährter deutscher und österreichischer Baureihen beschafft. Insbesondere die CFR-Baureihen 230 und 50.1 – Nachbauten der preußischen P 8 und G 10 – entwickelten sich zu rumänischen Standardbauarten. Mit diesen wurde auch 1926 bzw. 1929 bei Reșița und Malaxa der Lokomotivbau im eigenen Land aufgenommen. Höhepunkt des rumänischen Dampflokomotivbaus in den 1930er-Jahren war die Schnellzuglokomotivbaureihe 142, ein auf rumänische Bedingungen adaptierter Nachbau der BBÖ-Reihe 214. Kurz vor Ausbruch des Zweiten Weltkriegs entstanden mit der von der 142 abgeleiteten schweren Güterzuglok 151 und der Nebenbahn-Tenderlok der CFR-Baureihe 131 bemerkenswerte Eigenkonstruktionen.
Nach dem Kriegseintritt Rumäniens an der Seite der Achsenmächte im Jahre 1941 kam der eigene Lokomotivbau aufgrund der Kriegsumstände zum Erliegen. Der Lokomotivbedarf der CFR wurde fortan durch deutsche Leihlokomotiven bzw. Neulieferungen der DR-Baureihen 50 und 52 gedeckt. Diese waren für die rumänischen Eisenbahnverhältnisse so gut geeignet, dass in der Nachkriegszeit zwischen 1947 und 1959 von der DR-Baureihe 50 mehr als 280 Stück als CFR-Baureihe 150 nachgebaut wurden. Weitere wurden in Staaten des sozialistischen Lagers geliefert. Mit der Baureihe 150 endete die Neubeschaffung von Dampflokomotiven für die CFR.

### Liste der Lokomotiven und Triebwagen
|  |  |  | Für die CFR gebaute Dampflokomotiven: - CFR 8001–8010 – gebaut von Breda - CFR-Baureihe 130 – gebaut von Škoda, Weiterbau - CFR-Baureihe 230 – Preußische P 8 - CFR-Baureihe 231 – Maffei-Pacific, Weiterbau - CFR-Baureihe 40 – Preußische G 81 - CFR-Baureihe 140.0 – USATC "Pershing"-Type - CFR-Baureihe 140.2 – kkStB 270 - CFR-Baureihe 140.4 – Preußische G 82 - CFR-Baureihe 142 – BBÖ 214 - CFR-Baureihe 50.0 – kkStB 80.900 - CFR-Baureihe 50.1 – Preußische G 10 - CFR-Baureihe 150.0 – DR 50 - CFR-Baureihe 150.1 – DR 52 - CFR-Baureihe 151 – gebaut von Malaxa - CFR-Baureihe 131 – Tenderlok, gebaut von Reșița - CFR-Baureihe 40.00 – Tenderlok, gebaut von Reșița | Übernommene Dampflokomotiven: - CFR-Baureihe 860/CFR 130.909 - CFR-Baureihe 180 - KkStB 4 - KkStB 51 - KkStB 104 | Diesel- und Elektrotriebfahrzeuge: - CFR-Baureihe DE 241 - CFR-Baureihe 060 DA - CFR-Baureihe 040 DH - CFR-Baureihe 060 EA - CFR-Baureihe 040 EC - CFR-Baureihe 96 – Siemens Desiro Classic |

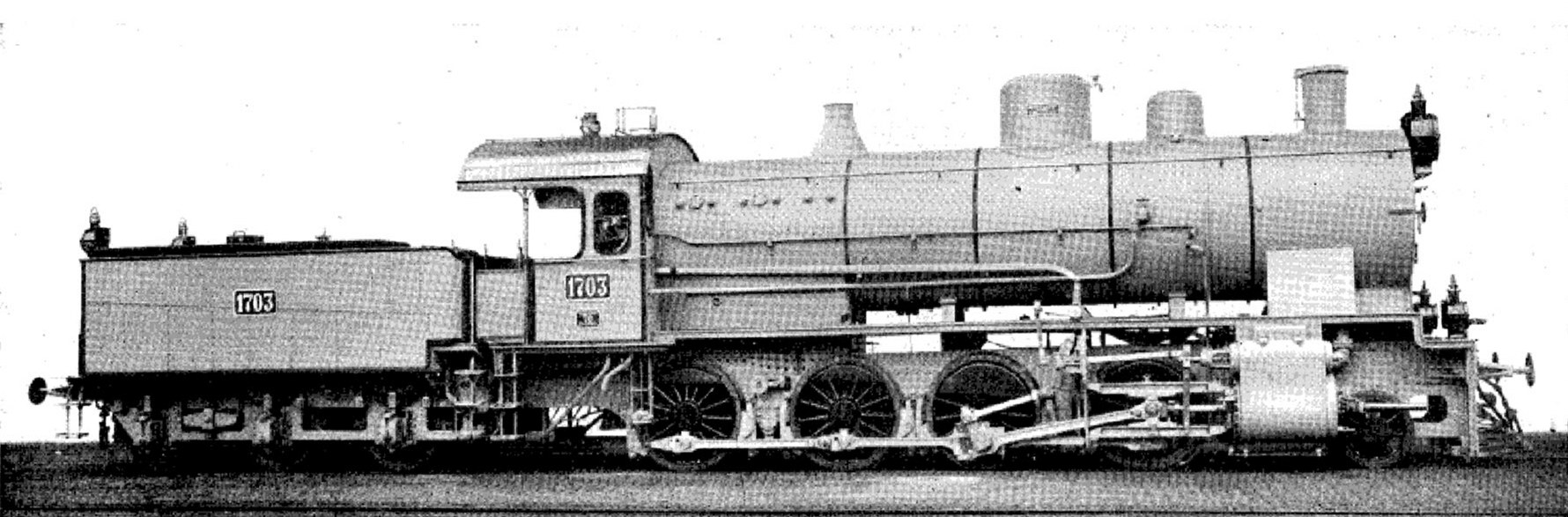
CFR 1703
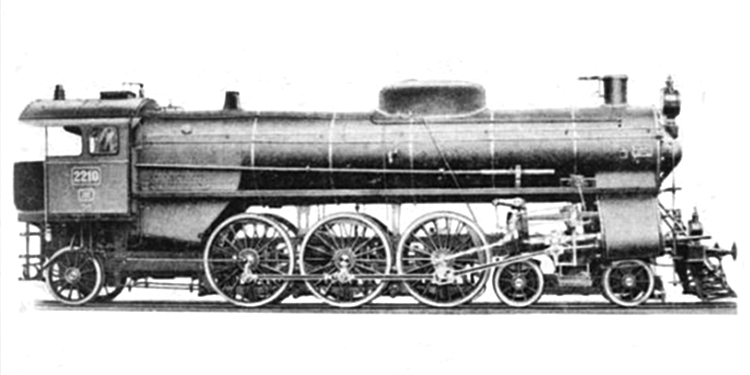
CFR 2210
CFR 8010
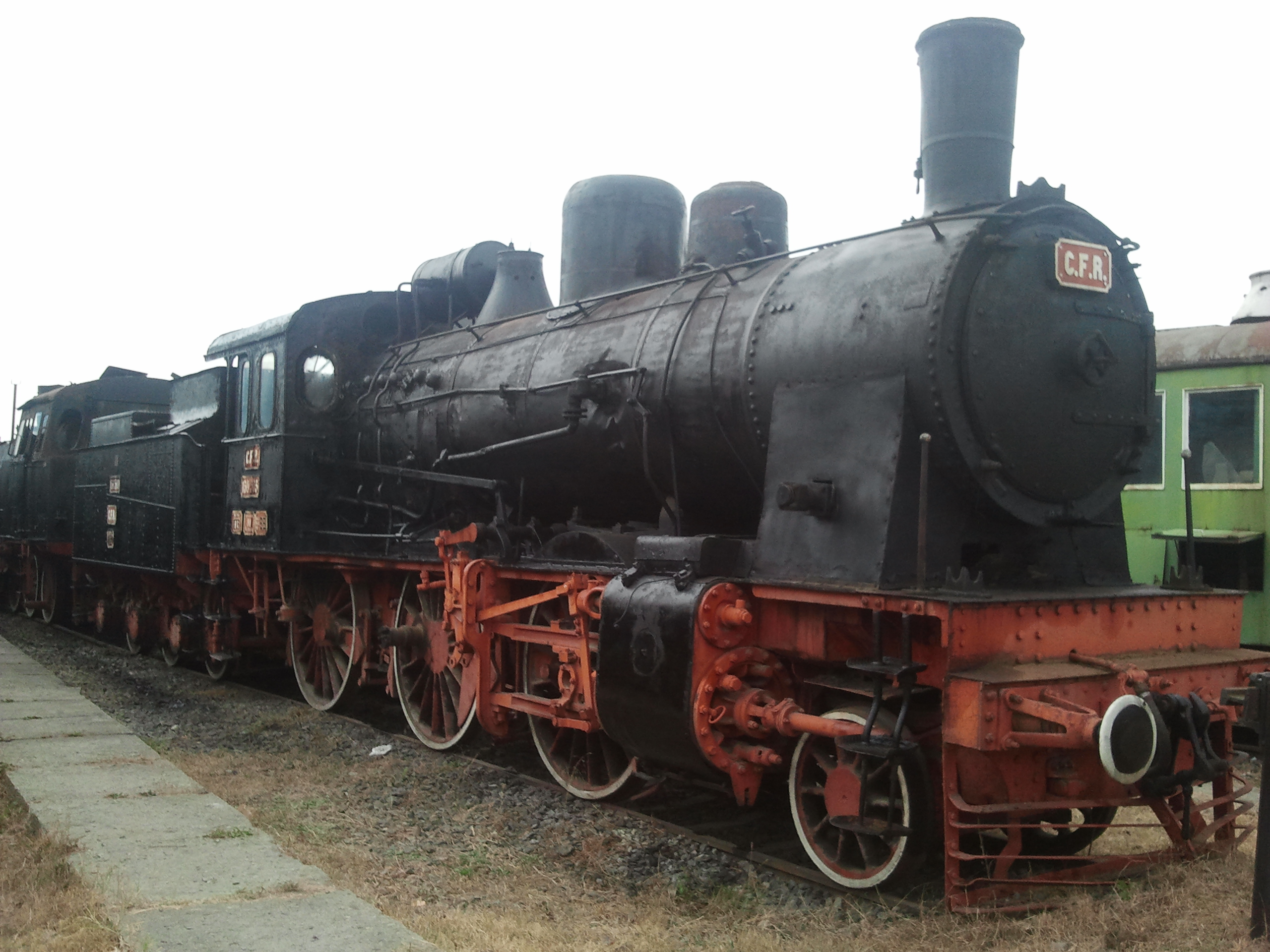
CFR 130.503
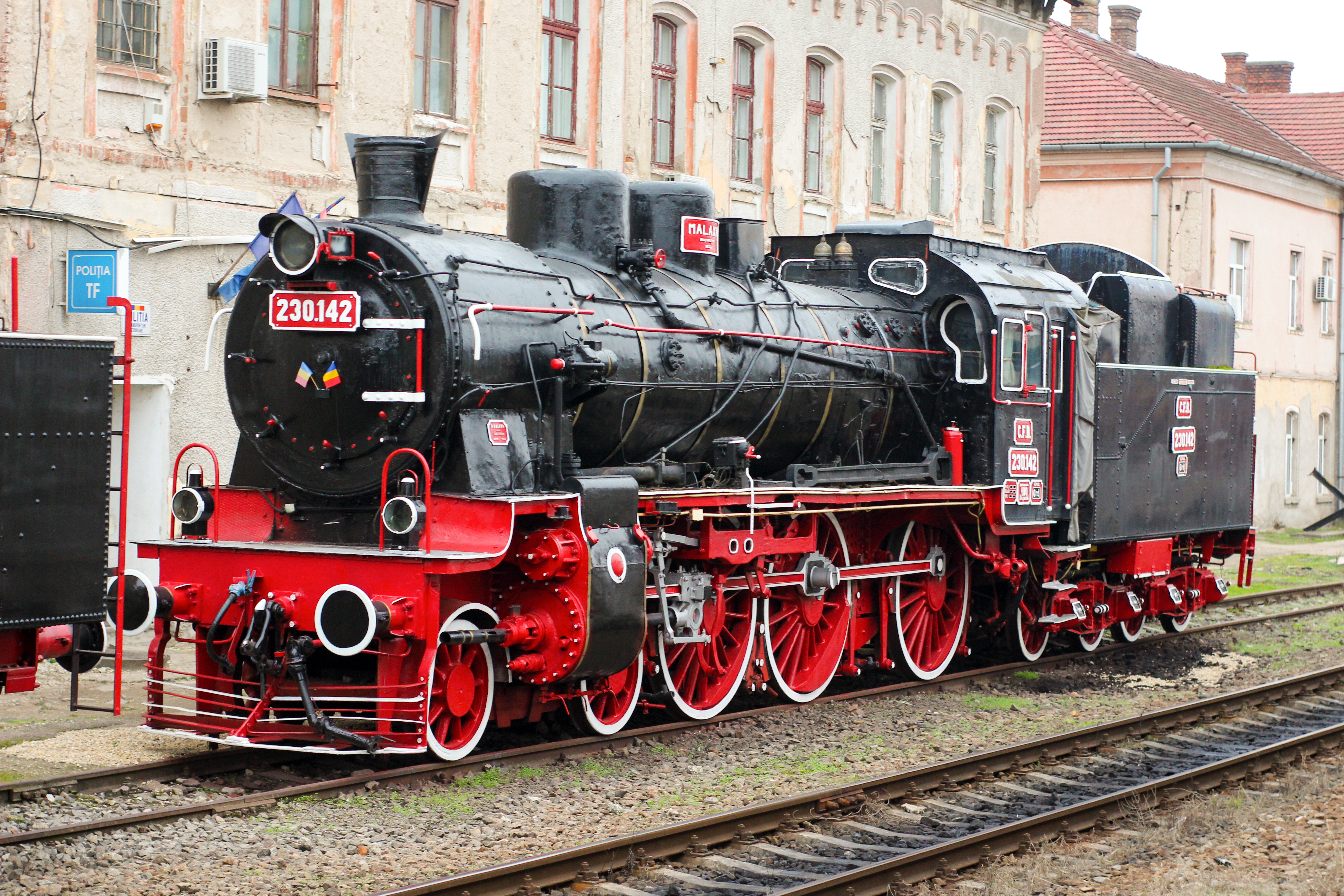
CFR 230.142
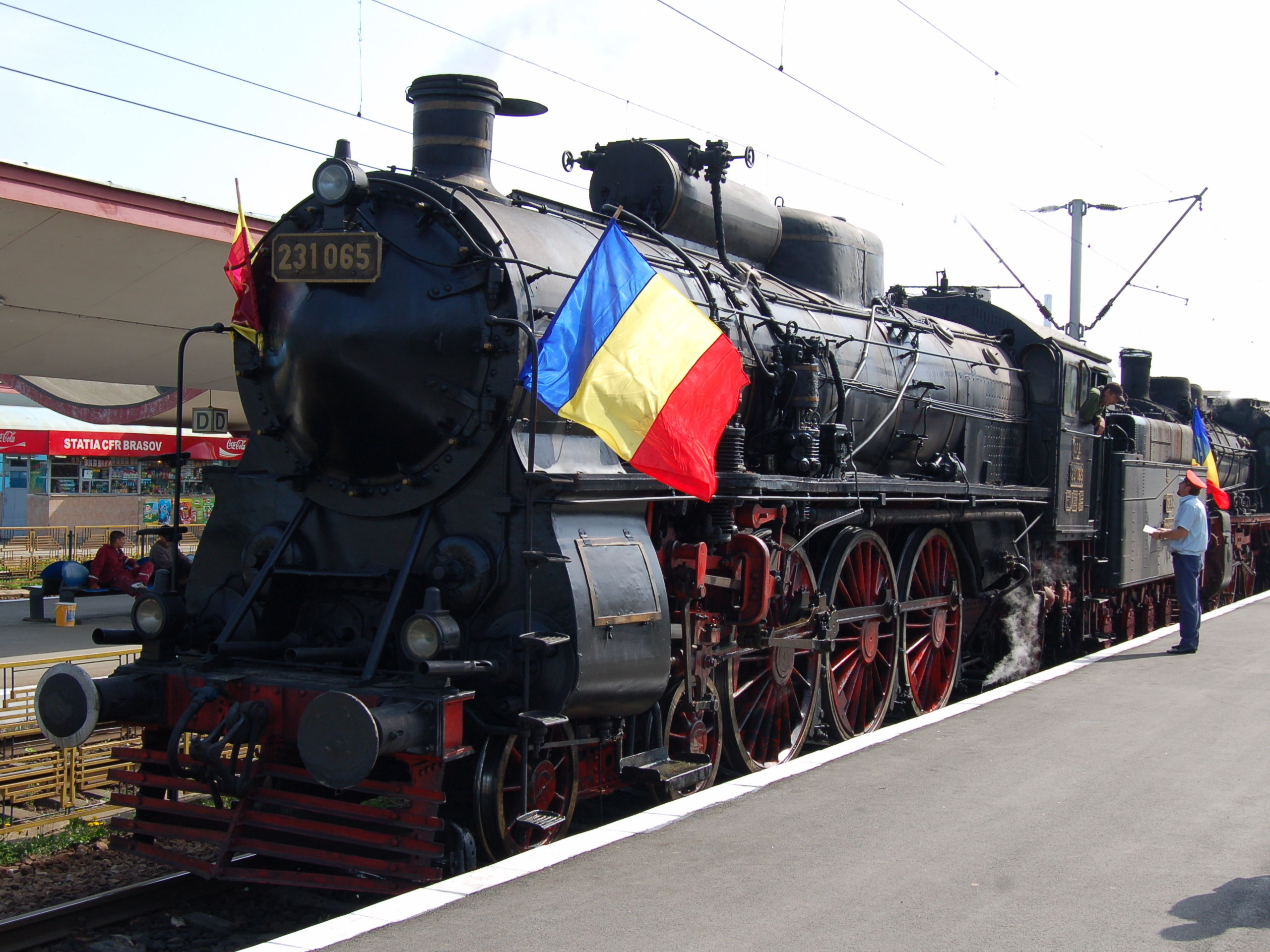
CFR 231.065
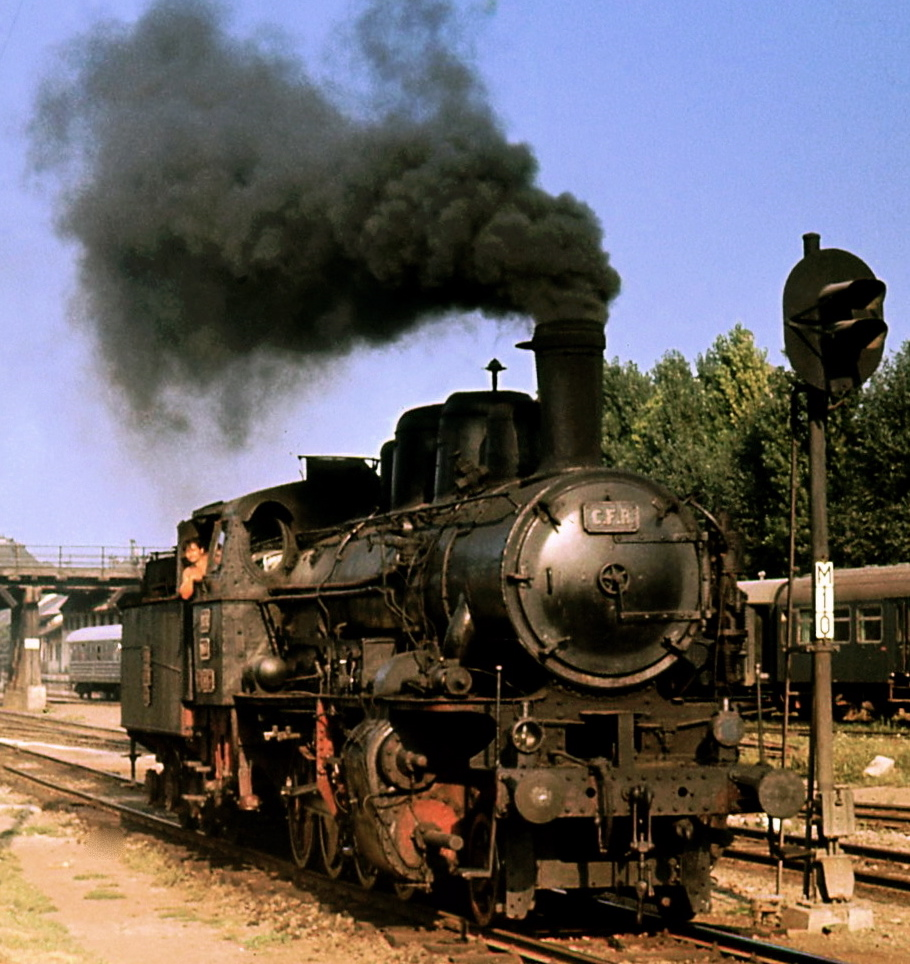
CFR-Baureihe 140.2
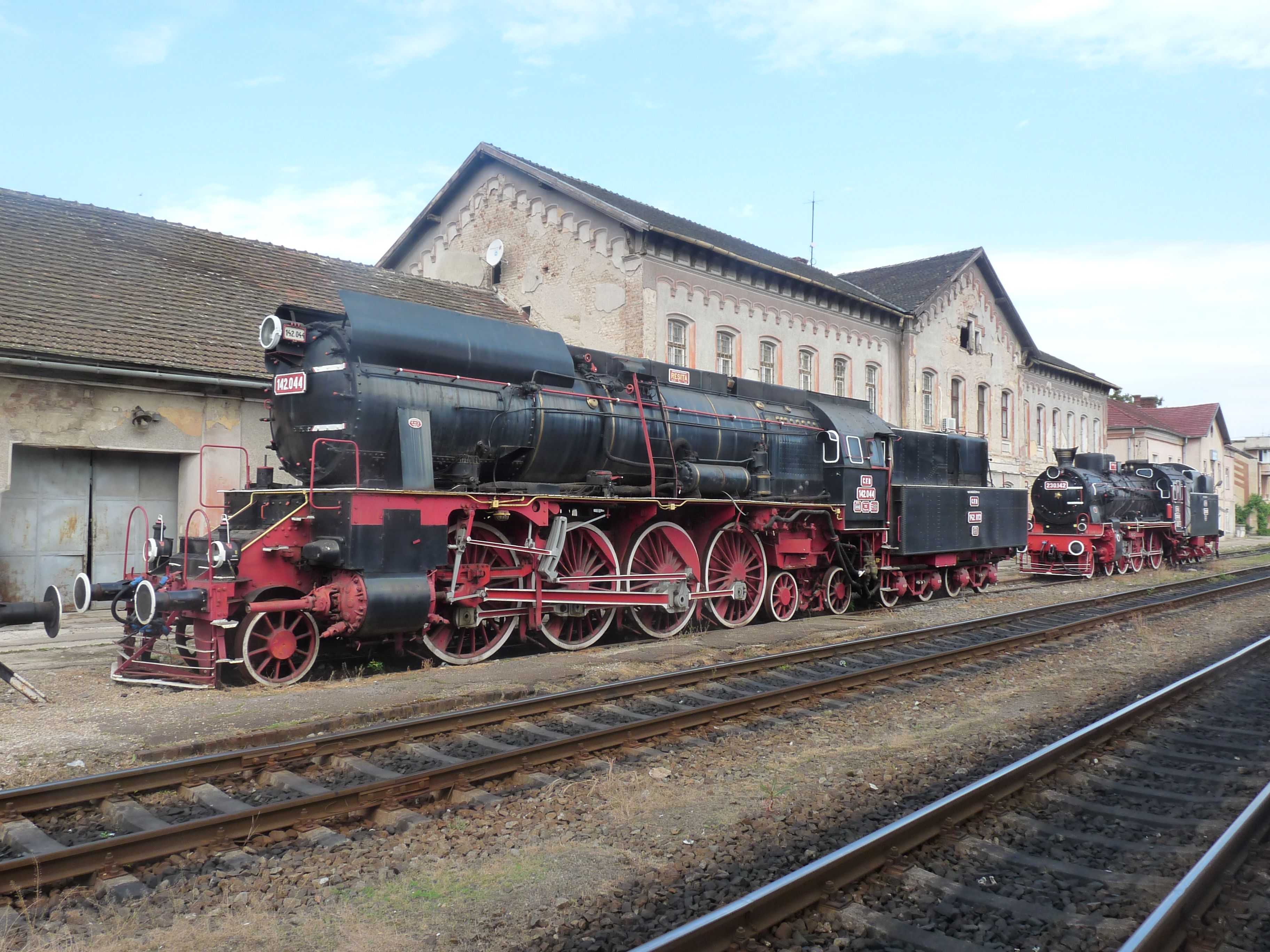
CFR 142.044
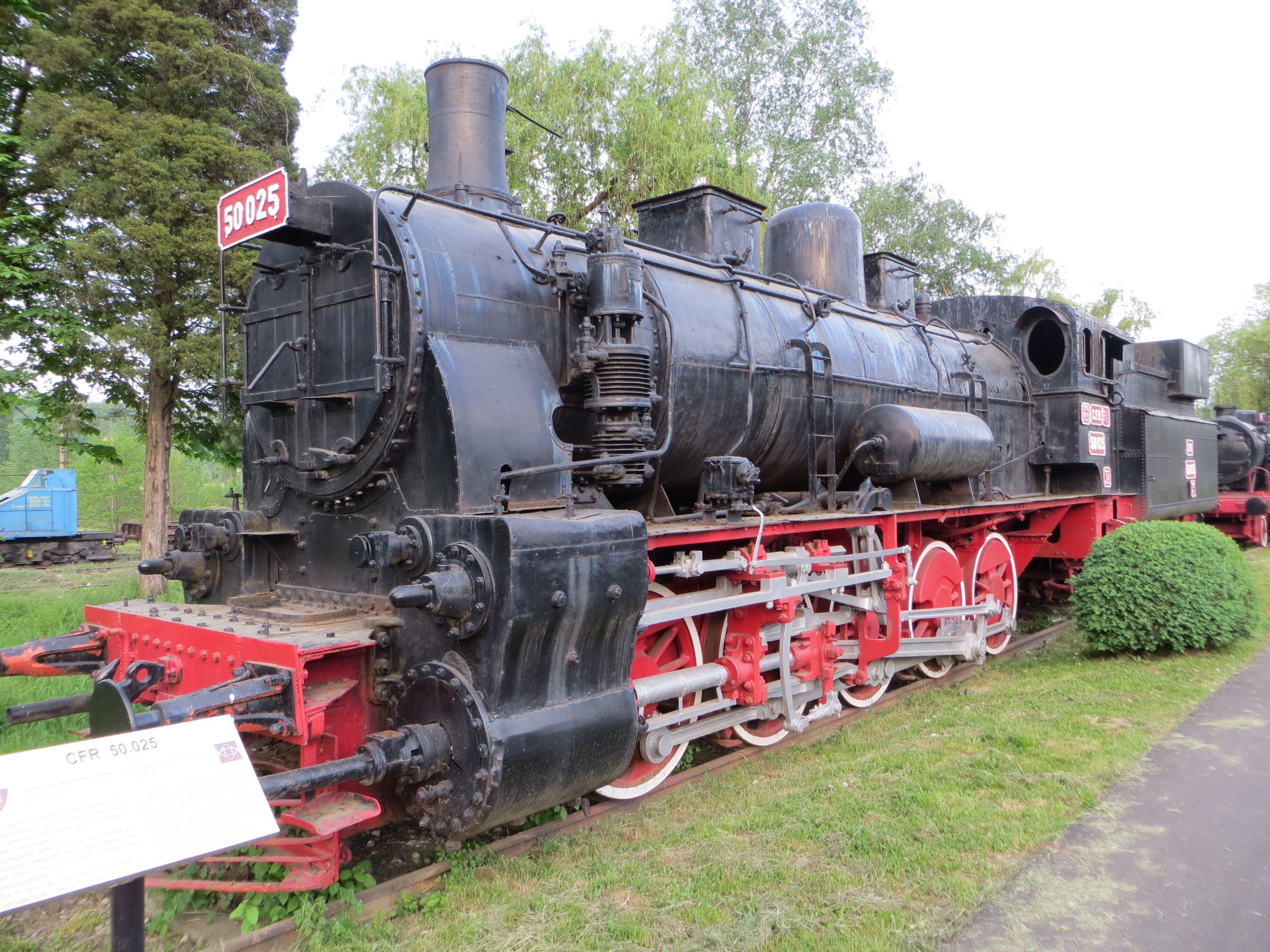
CFR 50.025
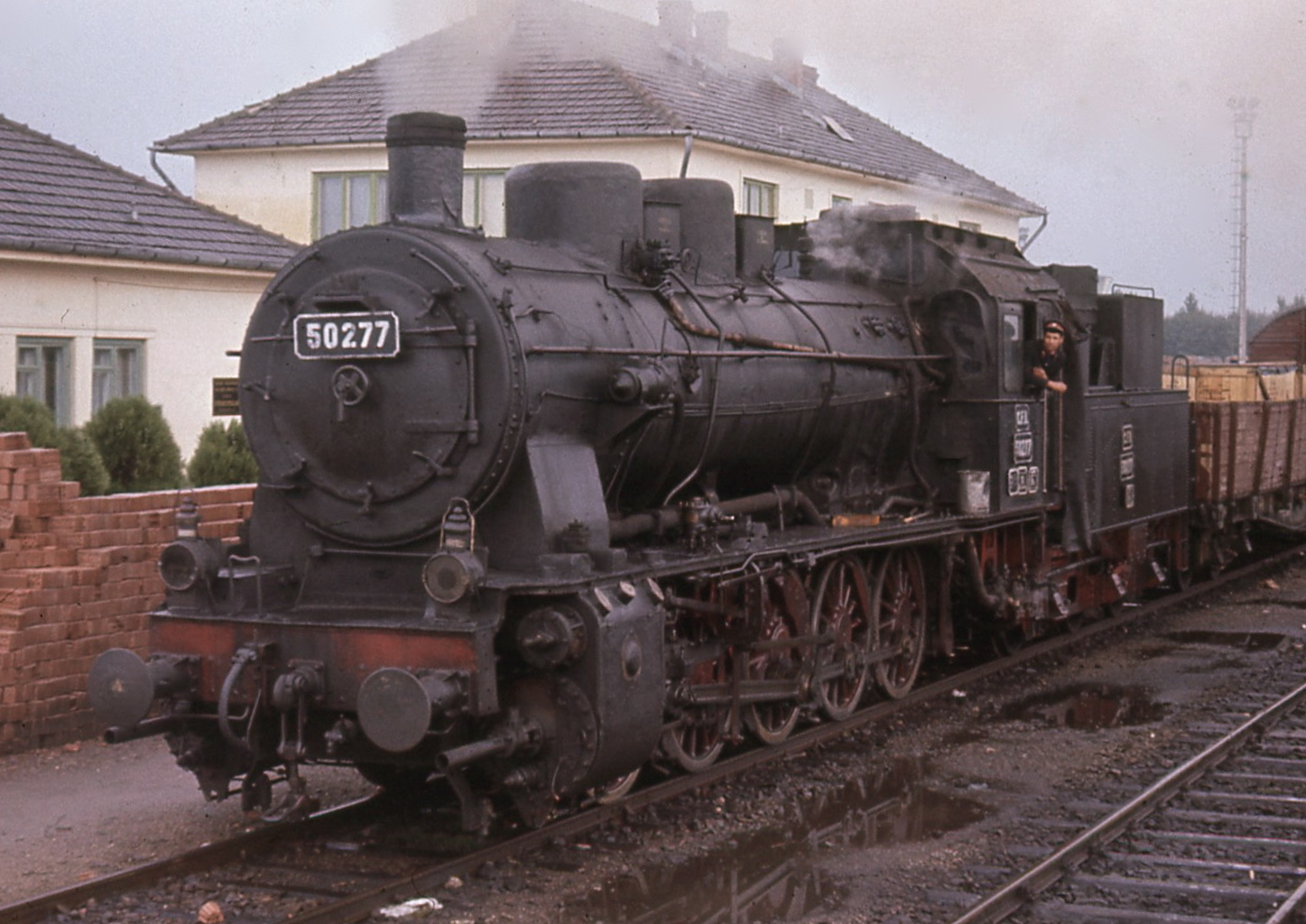
CFR 50.277
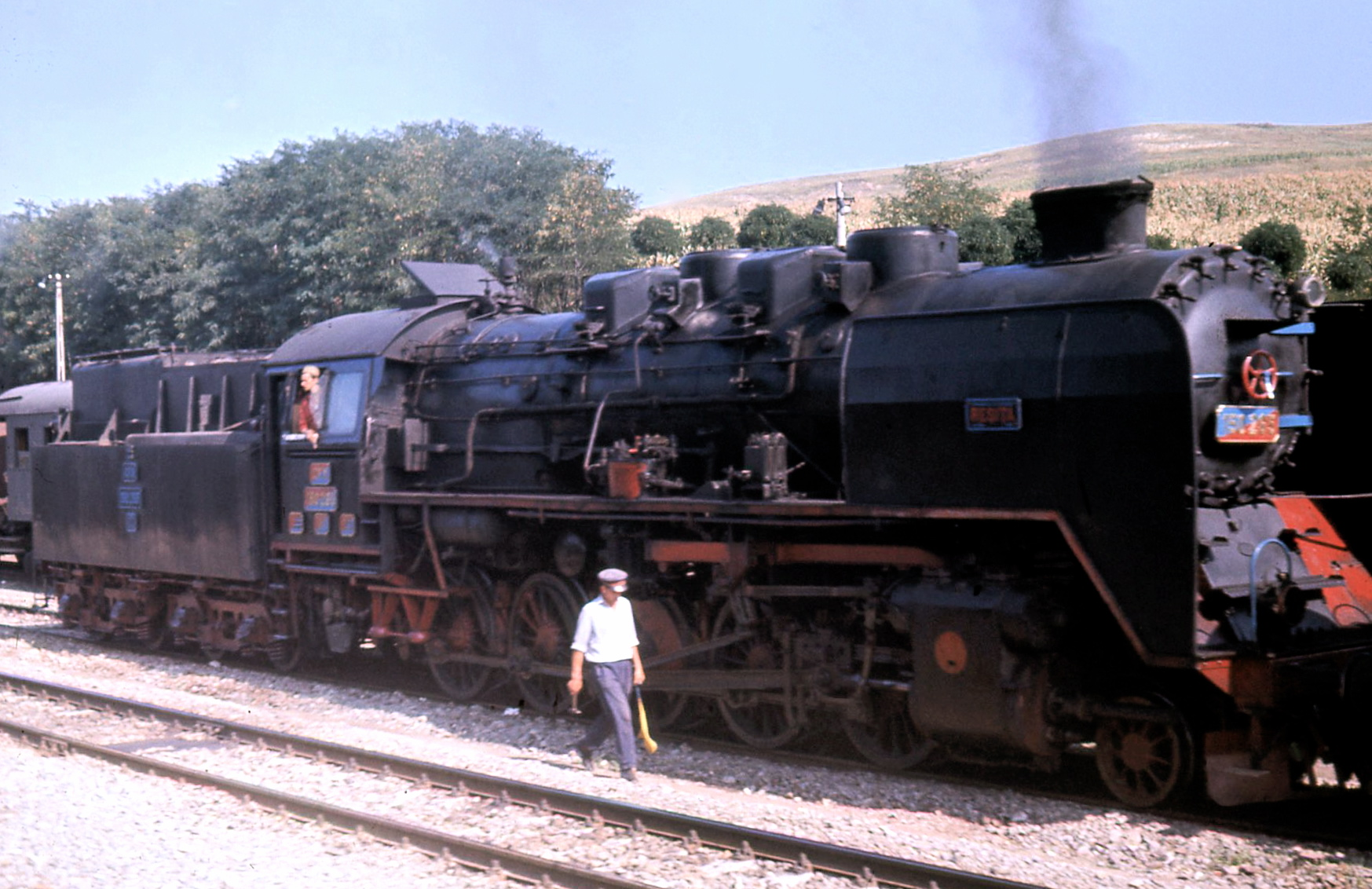
CFR 150.265
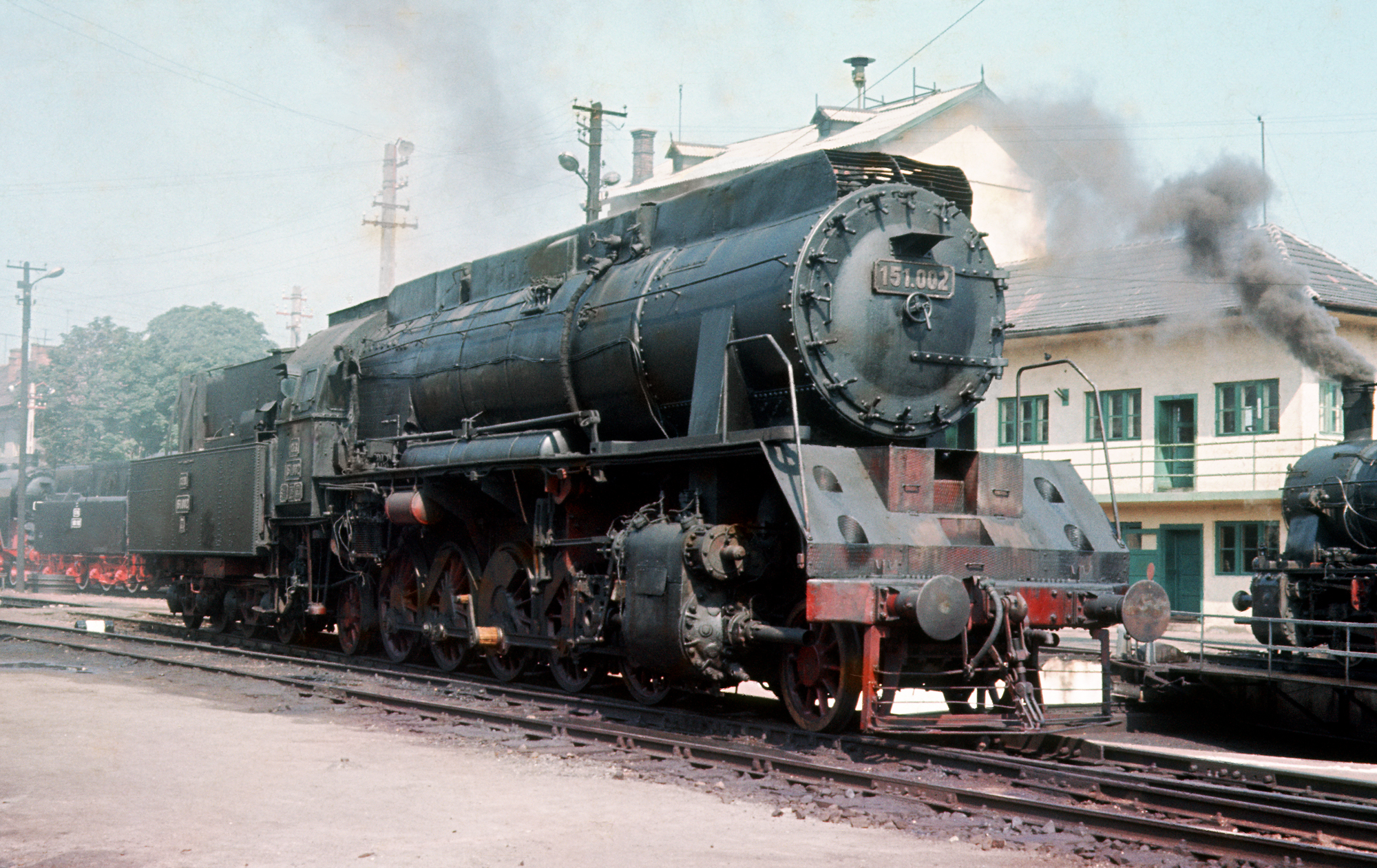
CFR 151.002
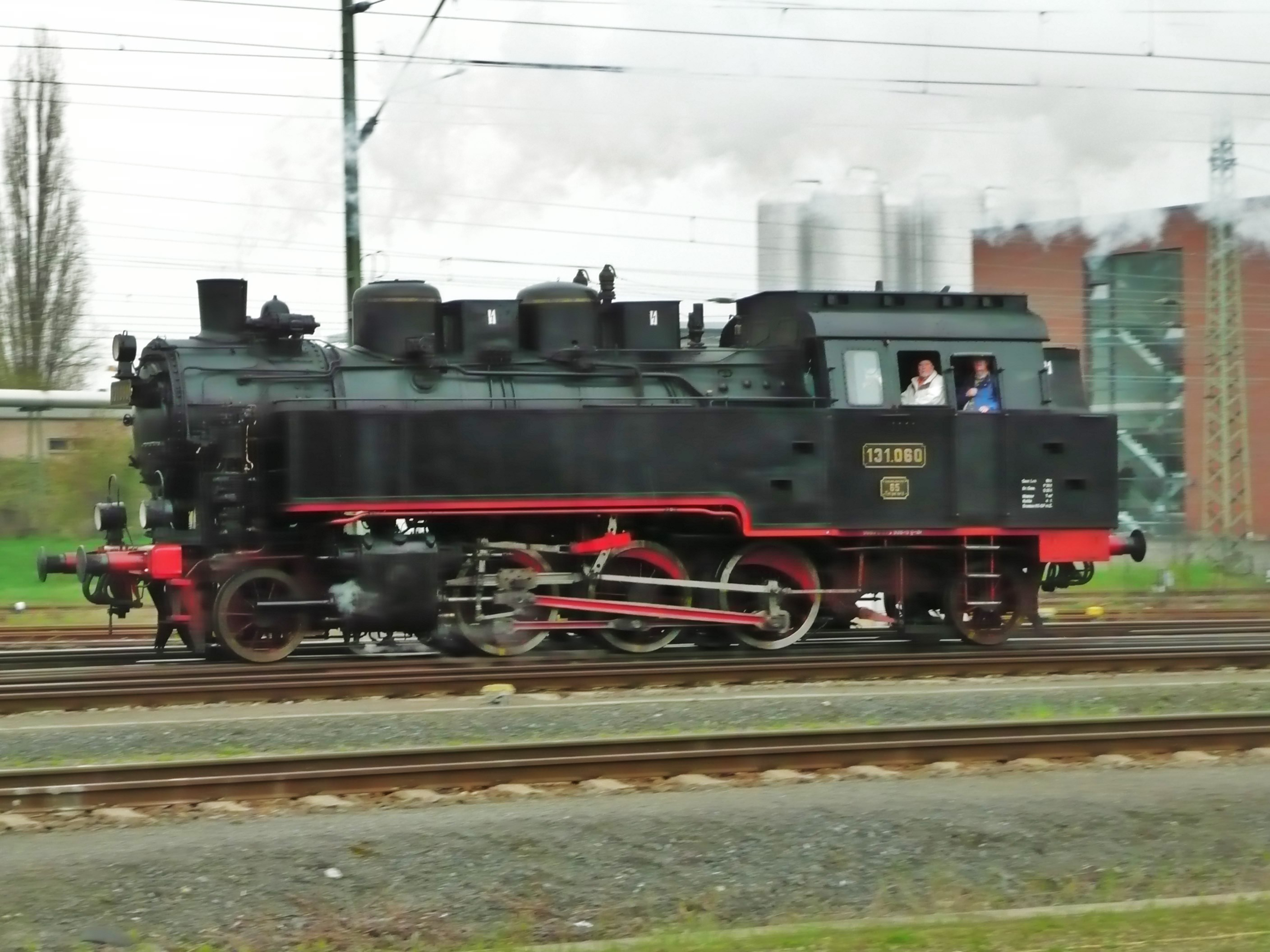
CFR 131.060

## Schmalspurbahnen
Unter den rumänischen Schmalspurbahnen dominierte die Bosnische Spurweite von 760 Millimetern. Bekannteste Schmalspurstrecke des Landes ist die Wassertalbahn. Sie unterstand als Waldbahn den staatlichen Forstbehörden und gehörte daher zu deren Eisenbahngesellschaft Căile Ferate Forestiere (C.F.F.). Die letzte Schmalspurstrecke der C.F.R. war die 2001 eingestellte Wusch von Sibiu nach Agnita. Die 2003 für Charterfahrten wiedereröffnete Bahn von Târgu Mureș nach Band, welche bis in die 1990er Jahre im Regelverkehr von der C.F.R. betrieben wurde, ist nach diversen Kleineisendiebstählen nicht mehr befahrbar. Die einzige elektrische Schmalspurbahn Rumäniens, die meterspurige Lokalbahn Arad–Podgoria, wurde von 1948 bis 1983 von der C.F.R. betrieben.

## Bekannte rumänische Eisenbahnpioniere und Eisenbahner
- Anghel Saligny (1854–1925), rumänischer Eisenbahningenieur, u. a. bekannt für den Entwurf der Anghel-Saligny-Brücke
- Ion I. C. Brătianu (1864–1927), liberaler Politiker (PNL) – u. a. Außenminister und Premierminister, gelernter Eisenbahningenieur
- Nicolae Malaxa (1884–1965), Ingenieur und Industrieller, Erbauer von Lokomotiven und Schnelltriebwagen
- Alexandru Pantazi (1896–1948), Mathematiker und Gelehrter, Professor an der CFR-Hochschule
- Vasile Luca bzw. László Luka (1898–1953), kommunistischer Politiker ungarischer Herkunft
- Gheorghe Gheorghiu-Dej (1901–1965), rumänischer kommunistischer Politiker, ehemaliger Staatspräsident
- Gheorghe Apostol (1913–2010), kommunistischer Politiker und Ceaușescu-Rivale
- Andrei Andreicuț (* 1949), rumänisch-orthodoxer Erzbischof von Alba Iulia, davor CFR-Ingenieur[8]

## Sonstiges
Westlich von Făurei (⊙) betreiben die CFR seit 1972 eine Teststrecke in Form eines Rundkurses auf der Hochgeschwindigkeitsfahrten bis 220 km/h möglich sind.
Rapid Bukarest und CFR Cluj sind die beiden erfolgreichsten rumänischen Eisenbahner-Sportvereine, international bekannt vor allem durch die Fußballmannschaften. Rapid Bukarest wurde dreimal rumänischer Meister, zuletzt 2003. Auch CFR Cluj wurde dreimal Meister und schaffte 2005 den Einzug ins Intertoto-Cupfinale.